# All About Tonight
"All About Tonight" é uma canção da cantora inglesa Pixie Lott, contida no seu segundo álbum de estúdio, Young Foolish Happy. Foi elaborada no início de 2011, quando o compositor Tebey Ottoh conheceu o produtor Brian Kidd, que já tinha a música pronta, em um encontro de músicos e começou a compor novas linhas com seu parceiro Tommy Lee James. Após finalizada, foi apresentada aos membros da gravadora de Lott, a Mercury. A intérprete gravou a faixa e lançou-a como o primeiro single do disco em 2 de setembro seguinte.
Uma obra dos gêneros dance-pop, electropop e Hi-NRG, é sobre a artista esquecendo problemas de um relacionamento passado e indo divertir-se. Críticos fizeram resenhas mistas pelo seu verso sobre adultério e notaram que é uma mistura de outras canções de sucesso então recentes, assim como positivas pela interpretação vocal de Lott, com a influência da música alegre da estado-unidense Kesha exaltada. "All About Tonight" estreou no número um da tabela musical do Reino Unido, marcando o terceiro topo nacional da artista, e conseguiu entrar em listas da Irlanda, da Escócia, da Coreia do Sul, da Bélgica e do Japão, onde obteve seu melhor desempenho internacional ao ficar no quarto lugar da Japan Hot 100. Seu vídeo correspondente foi dirigido por Marc Klasfeld e teve locação em Los Angeles, Califórnia, mostrando Lott nas ruas da cidade enquanto festeja com suas amigas. Apresentações ao vivo da composição também foram feitas em festivais, premiações e programas televisivos como forma de divulgação. Nos Brit Awards de 2012, a canção está concorrendo na categoria British Single.

## Antecedentes e lançamento
"All About Tonight" foi elaborada nos primórdios de 2011, quando o compositor Tebey Ottoh viajou até Los Angeles, Califórnia, para comparecer ao ole pop+urban songcamp, evento de encontro entre profissionais da música. Seu novo empresário, Ed Jefferson, apresentou-lhe o produtor Brian Kidd, que já tinha a faixa e convocou Ottoh para compor sua parte principal. Ele formulou o refrão, mas por não ter gostado do resultado, chamou seu parceiro de composição Tommy Lee James, que estava na mesma cidade. Por fim, ambos completaram a letra da canção.
Os executivos de A&R Jamie Nelson e Joe Kentish da Mercury Records, gravadora da cantora inglesa Pixie Lott, receberam a composição e mostraram interesse no trabalho. A artista reuniu-se com Kidd e Ottoh em estúdio e terminou por gravar "All About Tonight". O último músico mencinado veio a comentar que não tinham em mente Lott como a futura intérprete do que estavam a criar, mas que ela acabou por assim ser e os planos de tentar elevar a sua carreira nos Estados Unidos tornaram-se mais possíveis, com a possibilidade da obra ter um bom desempenho no Reino Unido igualmente.
A faixa estreou em 11 de julho de 2011 no programa radiofônico The Chris Moyles Show da emissora britânica BBC Radio 1. Em 2 de setembro seguinte, um extended play (EP) digital contendo a versão original e outras variadas de "All About Tonight" foi distribuído.

## Composição e recepção crítica
"All About Tonight" é uma canção dos gêneros dance-pop, electropop e Hi-NRG com uma produção influenciada pela música disco, cuja letra trata a artista esquecendo a dor de um amor passado e outros problemas, como resultado indo divertir-se com as amigas. Lott referiu-se à obra como uma faixa "de alto astral (...) que é divertida e agitada". Foi composta por Lott, Ottoh, James e Kidd, com produção pelo último mencionado. A edição vocal ficou a cargo de Ottoh, enquanto a engenharia foi feita por Chris Utley e Wesley Michene. Voz adicional foi providenciada por Felicia Barton e mixagem por Jimmy Douglas nos estúdios Magic Mix Room, de Miami. Tim Debney fez a masterização de "All About Tonight" no Fluid Mastering.
Robert Copsey, do portal Digital Spy, deu à canção três estrelas de cinco, notando a possível capacidade de Lott de obter sucesso com a nova fase de sua carreira enquanto avaliou a letra que refere-se a adultério por "poder não ser aceita por conselheiros matrimoniais". Todavia, ele elogiou os vocais da artista. Duncan Gillespie, da revista NME, chamou "All About Tonight" de "consideravelmente boa" e afirmou que possui o estilo da música alegre da cantora estado-unidense Kesha. Em sua crítica ao Young Foolish Happy, 
Fraser McAlpine, da rede BBC, comentou que a faixa é basicamente todas as canções de sucesso de 2010.

## Apresentações ao vivo

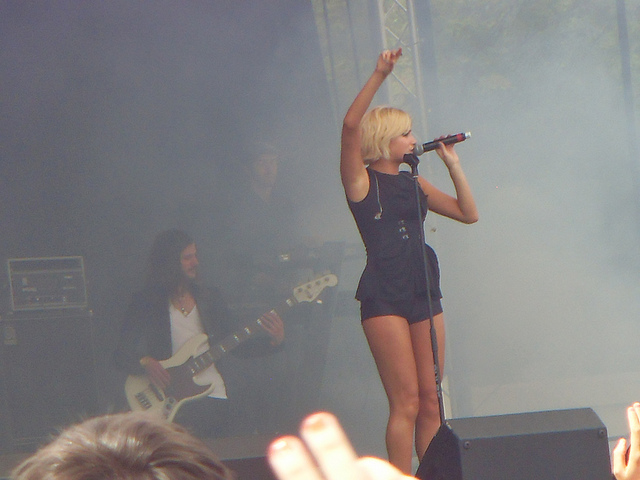
Lott cantando "All About Tonight" em Stoke-on-Trent em 2011.

A divulgação de "All About Tonight" ocorreu através de concertos da cantora pelo Reino Unido. Em 16, 23 e 31 de julho de 2011, Lott apresentou a composição em três festivais, respectivamente: o Hanley Park, da cidade de Stoke-on-Trent, o Tramlines, de Sheffield e o Key 103 Live, de Manchester. Consequentemente, em 28 de agosto, a artista cantou a faixa na parada de orgulho gay de Manchester, assim como em 4 de setembro no programa televisivo de jogos Red or Black? entre quatro réplicas holográficas de sua pessoa exibidas em uma grande tela atrás de si. A apresentação estabeleceu um desafio para os competidores presentes, os quais tiveram de escolher cada uma das figuras de Lott que continha um colar com borboletas ou pretas; no final, ela selecionou a cópia roxa, mostrando então os insetos escuros.
Dois dias após, uma sessão ao vivo de "All About Tonight" foi feita no programa Lorraine. Posteriormente, no dia 11 do mesmo mês, Lott interpretou a música no festival inglês Sainsbury's Super Sunday. A cantora também executou "All About Tonight" em premiações como os Radio 1 Teen Awards, em 9 de outubro de 2011, e os Radio Forth Awards, mais tarde em 10 de novembro. Na data de 3 de dezembro, Lott cantou "All About Tonight" na Jingle Bell Ball, série de concertos da rádio britânica Capital FM, e novamente dois dias após na 99.ª Royal Variety Performance, exibição de gala anual realizada para a Família Real Britânica, em prestígio à Ana, Princesa Real em Manchester.

## Vídeo musical
O vídeo de "All About Tonight" foi dirigido por Marc Klasfeld no final de junho de 2011 e teve locação em Los Angeles, Califórnia. Foram divulgados trailers do trabalho na página de Lott no YouTube até o seu lançamento oficial em 15 de julho seguinte. Na gravação, a cantora é vista dançando nas ruas da cidade com as suas amigas.

## Lista de faixas
| Extended play (EP) digital |                                                         |         |  |
| N.º                        | Título                                                  | Duração |  |
| 1.                         | "All About Tonight"                                     | 3:05    |  |
| 2.                         | "All About Tonight" (versão acústica)                   | 2:34    |  |
| 3.                         | "All About Tonight" (The Alias Remix)                   | 5:51    |  |
| 4.                         | "All About Tonight" (The Mike Delinquent Project Remix) | 5:03    |  |
| 5.                         | "All About Tonight" (vídeo)                             | 3:13    |  |

## Desempenho nas tabelas musicais
"All About Tonight" estreou na décima posição da tabela musical compilada pela empresa irlandesa Irish Recorded Music Association na semana de 9 de setembro de 2011. Na de 15 de setembro seguinte, alcançou a nona colocação. No Reino Unido, atingiu o topo da UK Singles Chart, publicada pela The Official Charts Company, dois dias após com 88.893 cópias vendidas (melhor valor comercial de estreia de Lott), tornando-se o terceiro single número um nacional de Lott, ao passo que teve o mesmo desempenho gráfico na Escócia. Até dezembro de 2011, havia vendido cerca de 308 mil edições no Reino Unido e em setembro de 2013, foi certificada como disco de ouro pela British Phonographic Industry (BPI). Na Coreia do Sul, obteve o quinquagésimo lugar na Gaon Music Chart, classificação da Korea Music Content Industry Association. Na região belga da Valônia, a música ficou no décimo primeiro posto da lista Ultratip, que calcula as vendas digitais mais a audiência em rádios das obras que compila. No Japão, "All About Tonight" obteve seu maior êxito internacional ao ficar na quarta posição da Japan Hot 100, executada pela revista Billboard, em 2012; naquele ano, a faixa posicionou-se no número 53 da edição anual da lista.
| Tabela (2011–12)                                         | Melhor posição |
| -------------------------------------------------------- | -------------- |
| Bélgica (Valônia) (Ultratip)                             | 11             |
| Coreia do Sul (Korea Music Content Industry Association) | 50             |
| Escócia (The Official Charts Company)                    | 1              |
| Irlanda (Irish Recorded Music Association)               | 9              |
| Japão (Japan Hot 100)                                    | 4              |
| Reino Unido (The Official Charts Company)                | 1              |

| Tabela (2012)         | Melhor posição |
| --------------------- | -------------- |
| Japão (Japan Hot 100) | 53             |

| País                                        | Certificação |
| ------------------------------------------- | ------------ |
| Reino Unido (British Phonographic Industry) | Ouro         |